# Gemeine Rollassel

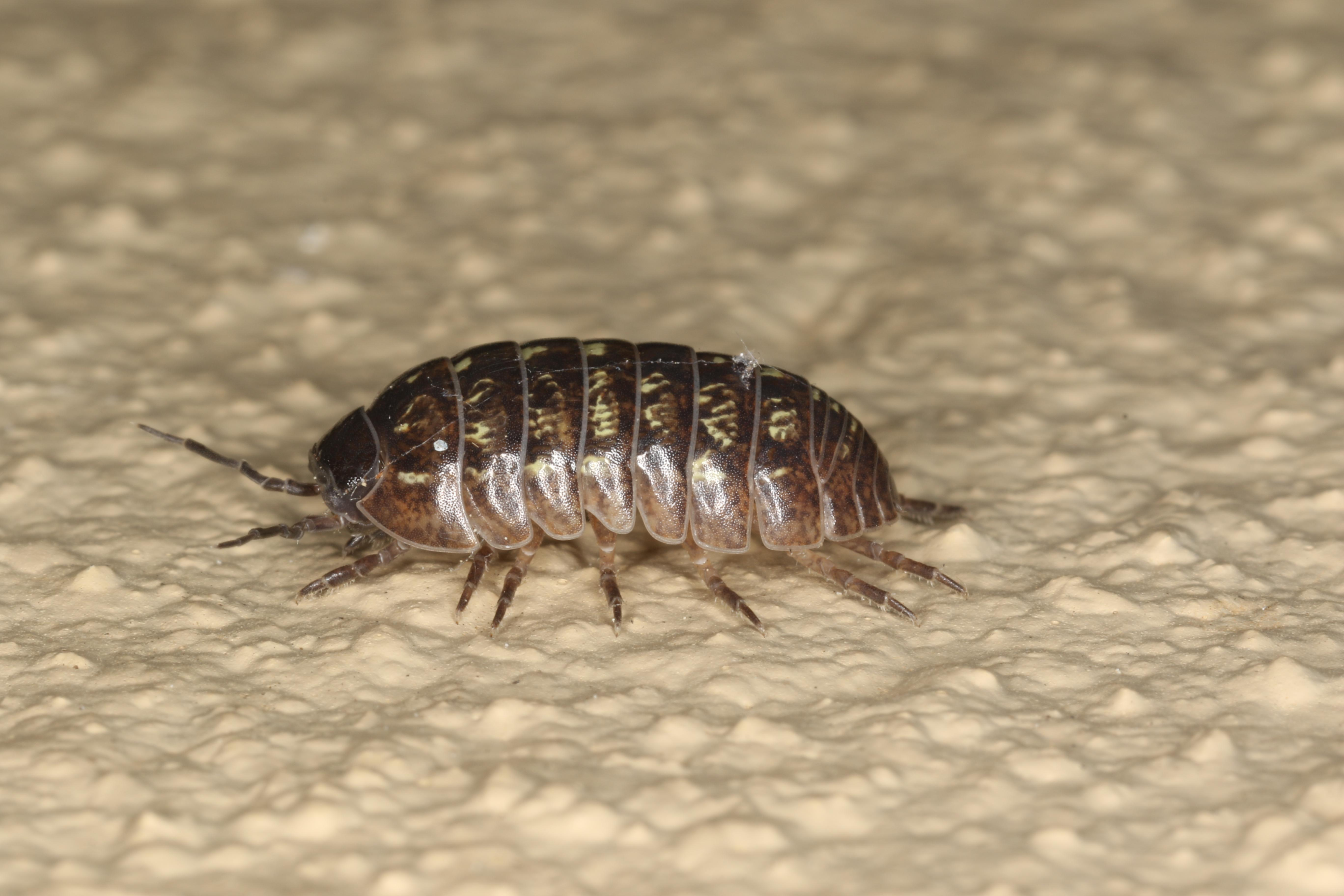
Ein geflecktes Tier in lateraler Ansicht (Seitenansicht)

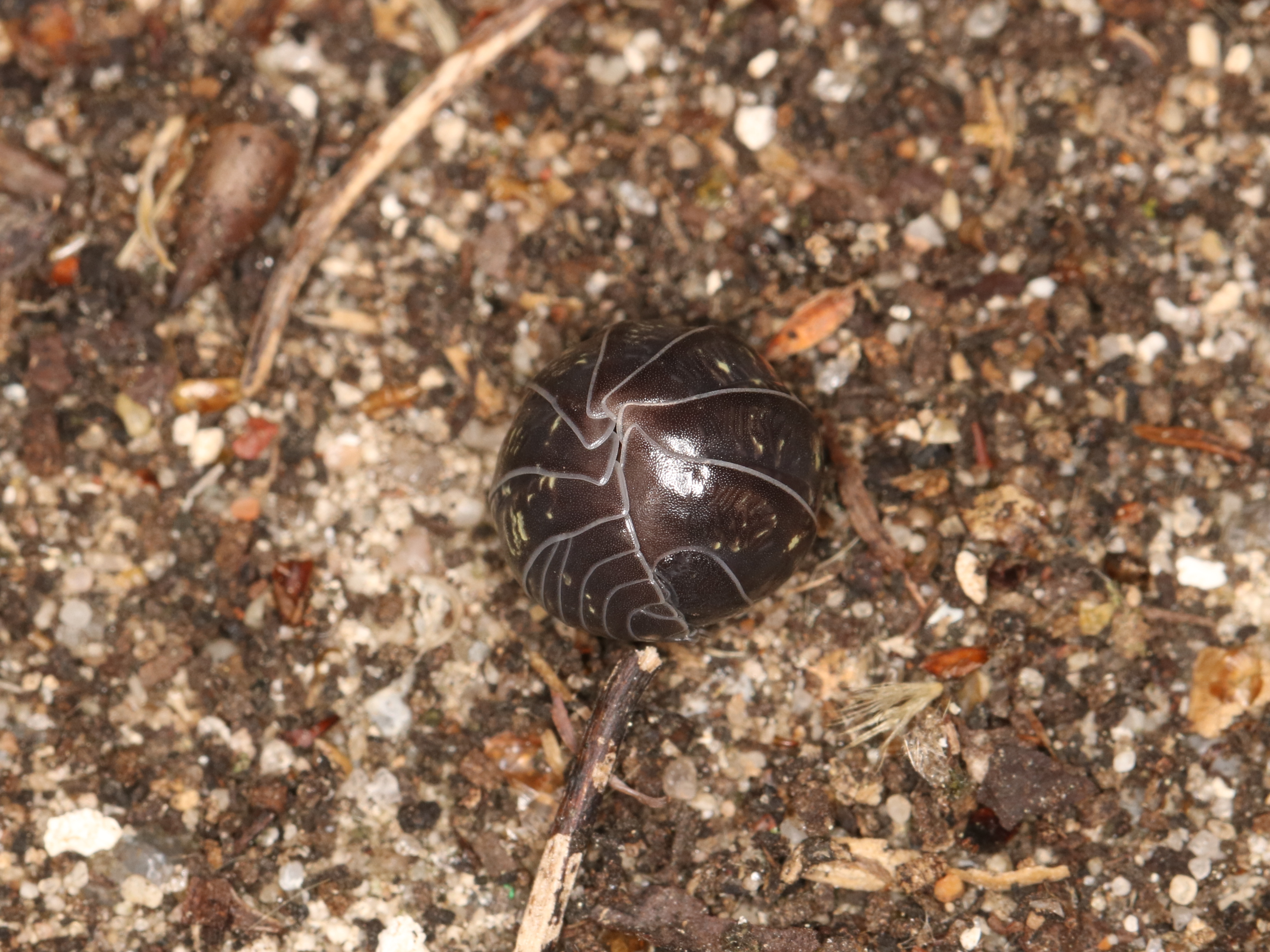
Ein zusammengerolltes Exemplar

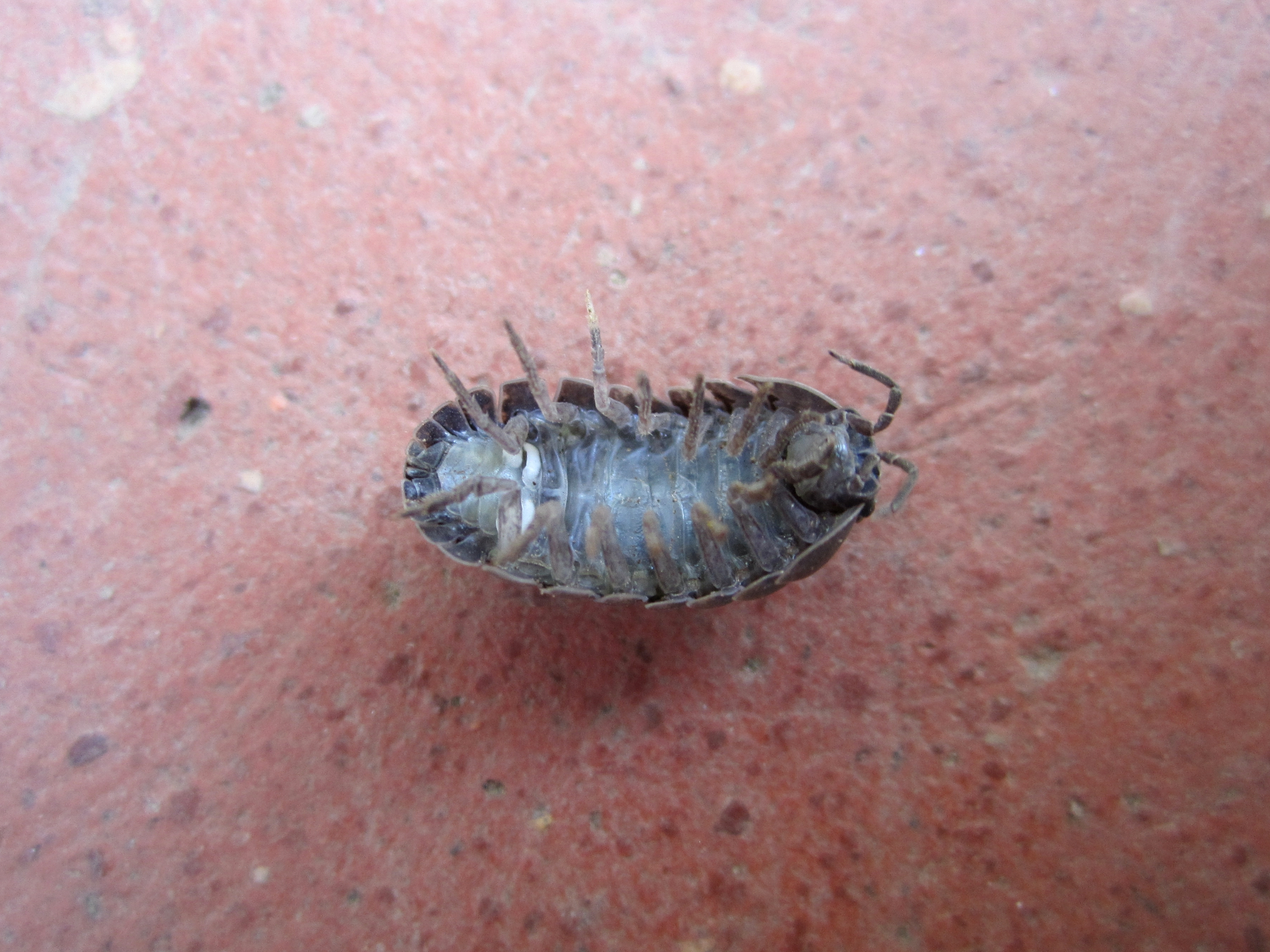
Unterseite eines Exemplars

Die Gemeine Rollassel (Armadillidium vulgare), auch Gewöhnliche Rollassel genannt, ist die bekannteste Art der zu den Landasseln gehörenden Rollasseln. Sie ist kosmopolitisch verbreitet.

## Merkmale
Die Körperlänge beträgt 8–18 mm. Der schwarzgraue bis blaugraue, ovale Körper der Asseln ist hochgewölbt und mit Rückenplatten besetzt, die Oberfläche ist glatt. Häufig finden sich auf der Oberseite kleine, helle Flecken, die jedoch nicht in Fleckenreihen angeordnet sind und meistens gelblich gefärbt sind. Die Fühlergeißel ist zweigliedrig, auf der Stirn befinden sich mittig zwei nahe beieinanderliegende Höcker. Bei den Uropoden sind die plattenartig verbreiterten Außenäste länger als die Innenäste. Das Pleon (Hinterleib) ist nicht schmaler als der Thorax (Brust). Das Stirndreieck der Art bildet von vorn gesehen zusammen mit der Linea frontalis einen gleichmäßig gerundeten Boden.
Die Art rollt sich bei Berührung und Trockenheit kugelförmig zusammen. Bei der zusammengerollten Form ist keine Lücke zu erkennen, im Gegensatz zu den Arten Armadillidium nasatum und Armadillidium depressum. Rollasseln haben zurückgebildete Kiemen, ihr Panzer sowie das Rollvermögen bieten einen Schutz vor Trockenheit.

### Verwechslungsarten
In Deutschland leben 7 Arten von Rollasseln. Von Armadillidium pulchellum unterscheiden sich die anderen 6 Arten dadurch, dass die Hinterecken des 1. Segments (die erste Rückenplatte hinter dem Kopf) zipfelig nach hinten ausgezogen sind, während sie bei A. pulchellum quer abgestutzt sind. Bei Armadillidium zenckeri befindet sich auf der Stirnplatte eine deutliche Grube, während sich bei Armadillidium nasatum auf der sehr hohen Stirnplatte ein rundes Loch befindet und bei Armadillidium opacum die Stirnplatte zwei Höcker in einer Grube formt. Bei den übrigen vier Arten der Gattung, inklusive der Gemeinen Rollassel, ist die Stirnplatte eng anliegend. Bei der Gemeinen Rollassel A. vulgare sowie bei A. opacum ist das Telson breit und gerade abgestutzt (bei A. opacum weniger gerade), während es bei den anderen Arten breit gerundet oder schmal gerundet ist. Im Falle von grauen oder graubraunen Tieren kann A. vulgare nur mit A. opacum oder A. nasatum verwechselt werden, Rollasseln mit einer braunen Grundfarbe gehören stets anderen Arten an. Der Bereich um das Stirndreieck und Auge wird von einer einfachen Leiste geziert, nur bei Armadillidium pictum und A. pulchellum befindet sich hier eine Doppelleiste.
Rollasseln werden auch manchmal mit den zu den Tausendfüßern gehörenden Saftkuglern verwechselt. Hier besteht bei der Gemeinen Rollassel vor allem Verwechslungsgefahr mit dem häufigen Gerandeten Saftkugler (Glomeris marginata), der jedoch weiße Ränder am Hinterrand der Rückenplatten besitzt.

## Verbreitung und Lebensraum
Ursprünglich war die Art in Südosteuropa beheimatet. Durch Verschleppungen ist die Art mittlerweile in weiten Teilen der Erde verbreitet und gilt als Kosmopolit. Die meisten Nachweise stammen aus Europa (hier lebt die Art vor allem in Mittel-, West- und Südeuropa, fehlt aber in Nordeuropa nördlich des 60. Breitengrades und in großen Teilen Osteuropas), Nordamerika (hier ist die Art sehr weit verbreitet, fehlt aber nördlich des 52. Breitengrades), Ostasien (Japan, Südkorea, China, Taiwan), Australien (vor allem an der Südostküste und Südwestküste), Neuseeland, Mittelamerika (vor allem in Mexiko) und Südamerika. In Deutschland ist die Art zwischen der Donau und den Alpen nicht zu finden.
Die häufige Art findet sich in offenen Habitaten und seltener in Wäldern, meist in Kalkgebieten. Dort wiederum leben sie in der Laubschicht, der obersten Bodenschicht von Ruderalstellen, sowie unter Steinen und Holz. Die Art kann häufig in Gärten und Parks und feuchten Stellen der Siedlungsbereiche gefunden werden. Im Gegensatz zu den nah verwandten Arten Armadillidium opacum, Armadillidium pictum und Armadillidium pulchellum, die feuchte Wälder bevorzugen, lebt die Gemeine Rollassel in trockeneren Böden und nur selten in Wäldern. In Straßengräben, auch bewaldeten, wird die Gemeine Rollassel dagegen wieder häufiger angetroffen. Auch an Flussufern kommt sie vor, tritt hier aber in Konkurrenz mit A. nasatum, die fast nie gemeinsam mit A. vulgare vorkommt. Gemeine Rollasseln sind außerdem trockenheitsresistenter als die verwandten Kellerasseln und Mauerasseln. Ihre Trockenheitsresistenz wird nur von wenigen Rollasseln übertroffen, beispielsweise Venezillo arizonicus.

## Lebensweise
Zur Nahrung der Art gehören unter anderem weißfaules Holz, totes Pflanzenmaterial, Falllaub, Algen, Flechten, Moose, Insektenkadaver und der Kot von Tieren. Als Saprobionten fressen Rollasseln beispielsweise Löcher in abgestorbene Blätter und ermöglichen somit Bakterien und Pilzen einen Zugang zum organischen Material. Damit unterstützt die Art den Abbau von abgestorbenem Material im Boden. Weibchen legen meist dreimal im Jahr 20–160 Eier. Rollasseln sind sowohl tag- als auch nachtaktiv, halten sich als lichtscheue Arten aber bevorzugt an dunklen Orten auf. Die Lebenserwartung der Asseln kann ein bis zwei Jahre betragen. Die Art ist weniger anfällig gegenüber niedrigen Nachttemperaturen als andere Arten der Gattung, Temperaturen von unter −2 °C oder über 36 °C sind aber letal für die Tiere. Den Winter gemäßigter Breiten überstehen sie durch ein Stadium der Dormanz.
Im Freiland wird die Art nie in größeren Kolonien angetroffen, synanthrop sind dagegen Massenvorkommen fast immer die Regel. Hier leben sie in Gärtnereien, Baumschulen, Gärten, Höfen und Kellern und häufig mit der Kellerassel vergesellschaftet.

## Mitochondriales Genom
Die meisten Arten der Vielzelligen Tiere (Metazoa) haben zirkuläre mitochondriale DNA. Die Gemeine Rollassel hat dagegen ein ungewöhnliches mitochondriales Genom, das aus einem zirkulären Dimer mit etwa 28.000 Basenpaaren und einem linearen Monomer mit etwa 14.000 Basenpaaren besteht.

## Taxonomie
Die Art wurde 1804 von Pierre André Latreille unter dem Namen Armadillo vulgaris erstbeschrieben. Weitere Synonyme lauten:
- Armadillidium affine Brandt, 1833
- Armadillidium armeniensis Vandel, 1980
- Armadillidium brevicaudatum Tua, 1900
- Armadillidium commutatum Brandt, 1833
- Armadillidium decipiens Brandt, 1833
- Armadillidium gallicum Verhoeff, 1907
- Armadillidium nitidulum Collinge, 1915
- Armadillidium oliveti L. Koch, 1901
- Armadillidium pilulare Stuxberg, 1875
- Armadillidium schellenbergi Strouhal, 1929
- Armadillidium sorattinum Verhoeff, 1951
- Armadillidium subdentatum Haswell, 1882
- Armadillidium triviale Schöbl, 1861
- Armadillidium variegatum Brandt, 1833
- Armadillo ater Schnitzler, 1853
- Armadillo convexus C.L. Koch, 1841
- Armadillo marmoreus C.L. Koch, 1847
- Armadillo pilularis Say, 1818
- Armadillo pustulatus Duméril, 1816
- Armadillo trivialis C.L. Koch, 1841
- Armadillo variegatus Latreille, 1804

Die ehemalige Unterart Armadillidium vulgare rufobrunneus Collinge, 1918 wird heute nicht mehr als Unterart anerkannt.